# John Du Prez
John Du Prez (* 14. Dezember 1946 in Sheffield, Yorkshire) ist ein britischer Komponist für Filmmusik.

## Karriere
Im Jahr 1982 gab er sein Debüt als Komponist im Filmgeschäft mit der Musik zu dem Dokumentarfilm The Pantomime Dame. Im Jahr darauf arbeitete er das erste Mal mit Monty Python zusammen und es entstand die Musik für deren Film Der Sinn des Lebens. Weitere Kooperationen folgten, so schrieb er Jahre später an dem Musical Monty Python’s Spamalot mit. 
In den 1990er Jahren arbeitete er mit der Band Partners in Kryme zusammen. Im Jahrzehnt zuvor war er ein Mitglied der Popband Modern Romance.
Für seine Arbeit an den Filmen Turtles und Turtles II – Das Geheimnis des Ooze wurde er jeweils mit einem BMI Film Music Award ausgezeichnet.

## Filmografie (Auswahl)
- 1983: Ein tollkühner Himmelhund (Bullshot)
- 1983: Der Sinn des Lebens (The Meaning of Life)
- 1984: Oxford Blues
- 1984: Magere Zeiten – Der Film mit dem Schwein (A Private Function)
- 1985: Einmal beißen bitte (Once Bitten)
- 1987: Personal Service (Personal Services)
- 1988: Die Versuchung der Eileen Hughes
- 1988: Ein Fisch namens Wanda (A Fish Called Wanda)
- 1989: UHF – Sender mit beschränkter Hoffnung (UHF)
- 1990: Bullseye – Der wahnwitzige Diamanten Coup (Bullseye!)
- 1990: Turtles (Teenage Mutant Ninja Turtles)
- 1991: Mystery Date – Eine geheimnisvolle Verabredung (Mystery Date)
- 1991: Turtles II – Das Geheimnis des Ooze (Teenage Mutant Ninja Turtles II: The Secret of the Ooze)
- 1992: Mach’s nochmal, Columbus (Carry On Columbus)
- 1993: Turtles III (Teenage Mutant Ninja Turtles III)
- 1994: A Good Man in Africa